# Упхофф, Николь
Николь Упхофф (нем. Nicole Uphoff; род. 25 января 1967, Дуйсбург, Северный Рейн-Вестфалия) — немецкая спортсменка, занимавшаяся конным спортом, выступавшая в выездке. Четырёхкратная олимпийская чемпионка, трехкратная чемпионка мира, шестикратная чемпионка Европы. Основных успехов добилась, выступая на коне по кличке Рембрандт.

## Личная жизнь
После окончания общеобразовательной школы получила образование по профессии логист. Первым браком была жената на немецком наезднике Отто Беккере, брак продлился с 1993 по 1998 год. В 2007 году вновь вышла замуж, с тех пор носит фамилию Упхофф-Селке, и совместно с супругом управляет маркетинговой фирмой.
Воспитывает двух детей, первого ребёнка родила в 2004 году.

## Спортивная карьера
В 1985 году начала выступать на юношеских соревнованиях со своим конем по кличке Рембрандт , с 1986 года её тренером становиться в прошлом известный немецкий наездник — Уве Шултен-Баумер. Первые успехи к спортсменке приходят в 1987 году, в 1988 году проходит отбор в национальную сборную Германии на Олимпийские игры в Сеуле. За четыре месяца до старта игр меняет тренера, и начинает сотрудничество с тренером немецкой сборной Харри Болдтом.
Николь и её конь Рембрандт по два раза были олимпийскими чемпионами на Играх 1988 года в Сеуле и Играх 1992 года в Барселоне. Оба раза они брали золото как в индивидуальных соревнованиях по выездке так и в командных соревнованиях в составе команды Германии. На протяжении последних лет своих выступлений Рембрандт, часто травмировался по причине старости. На Олимпийские игры 1996 года в Атланту Николь поехала с другим конем, однако успеха не добилась и заняла 14-е место.
Николь и Рембрандт выиграли золото на Всемирных конных играх в 1990 году. В 1993 году конь получил ранение во время национальных соревнований, однако смог восстановиться к 1994 году и помог Упхофф выиграть серебряные награды на Всемирных конных играх 1994 года в индивидуальном зачете и взять золото в командных выступлениях.
В 1996 году Рембрандт официально был отправлен на пенсию и содержался на ферме спортсменки. 30 октября 2001 года он был подвергнут эвтаназии после того, как его здоровье резко ухудшилось, и он не смог подняться на ноги.
До 1998 года Упхофф сделала паузу в карьере, в 1999 году выиграла турнир CDI Frankfurt, в 1999 году выступала в качестве телевизионного комментатора соревнований по конному спорту, и постепенно завершила карьеру наездницы на высоком уровне.